# ناحیه پوموراولیه
ناحیه پوموراولیه (به صربی: Pomoravlje District) یک روستا در صربستان است که در صربستان واقع شده‌است. ناحیه پوموراولیه ۲٬۶۱۴ کیلومتر مربع مساحت و ۲۱۴٬۵۳۶ نفر جمعیت دارد.